# Championnat d'Asie du Sud féminin de football des moins de 15 ans
 (mars 2019).
Si vous disposez d'ouvrages ou d'articles de référence ou si vous connaissez des sites web de qualité traitant du thème abordé ici, merci de compléter l'article en donnant les références utiles à sa vérifiabilité et en les liant à la section « Notes et références ».
Le Championnat d'Asie du Sud féminin de football des moins de 15 ans est une compétition de football féminin des moins de 15 ans réunissant la plupart des pays du Sud de l'Asie. La compétition est organisée par la Fédération d'Asie du Sud de football (SAFF). Les équipes féminines de football sont toutes des moins de 17 ans.
Les membres sont le Bangladesh, le Bhoutan, l'Inde, les Maldives, le Népal, le Pakistan et le Sri Lanka. Le tournoi se tient tous les deux ans.
Le tournoi se compose d'un premier tour, les équipes réparties en 2 poules de 3, où chacun affronte une fois ses adversaires. Les 2 premiers de chaque poule sont qualifiés pour la phase finale, disputée en demi-finales et finale.

## Palmarès
| Année | Hôte              | Finale     | Finale      | Finale     | Match pour la troisième place | Match pour la troisième place | Match pour la troisième place |
| Année | Hôte              | Vainqueur  | Score       | Finaliste  | Troisième                     | Score                         | Quatrième                     |
| ----- | ----------------- | ---------- | ----------- | ---------- | ----------------------------- | ----------------------------- | ----------------------------- |
| 2017  | Bangladesh, Dacca | Bangladesh | 1 - 0       | Inde       | Bhoutan                       | Groupe                        | Népal                         |
| 2018  | Bhoutan, Thimphou | Inde       | 1 - 0       | Bangladesh | Bhoutan                       | 2 - 2 (4-3)                   | Népal                         |
| 2019  | Népal, Katmandou  | Inde       | 0 - 0 (5-3) | Bangladesh | Népal                         | Groupe                        | Bhoutan                       |
| 2022  | Bangladesh, Dacca | Népal      | Groupe      | Bangladesh | Bhoutan                       | -                             | -                             |

## Meilleures buteuses par édition
| Année | Joueuse             | Buts |
| ----- | ------------------- | ---- |
| 2017  | Tohura Khatun       | 7    |
| 2018  | Sunita Munda        | 6    |
| 2019  | Lynda Kom Serto     | 4    |
| 2022  | Surovi Akanda Prity | 9    |

## Sélectionneurs vainqueurs
| Année | Sélectionneur        | Sélection  |
| ----- | -------------------- | ---------- |
| 2017  | Golam Robbani Choton | Bangladesh |
| 2018  | Shukla Dutta         | Inde       |
| 2019  | Thomas Dennerby      | Inde       |
| 2022  | ?                    | Népal      |

## Bilan par pays
| Pays       | Victoire | Finaliste | Troisième | Quatrième | Année(s)   |
| ---------- | -------- | --------- | --------- | --------- | ---------- |
| Inde       | 2        | 1         | 0         | 0         | 2018, 2019 |
| Bangladesh | 1        | 3         | 0         | 0         | 2017       |
| Népal      | 1        | 0         | 1         | 2         | 2022       |
| Bhoutan    | 0        | 0         | 3         | 1         |            |

## Statistiques
| Équipe     | J  | V  | N | D  | BM | BE | DB  | Pts |
| ---------- | -- | -- | - | -- | -- | -- | --- | --- |
| Bangladesh | 16 | 12 | 3 | 1  | 58 | 6  | +52 | 39  |
| Inde       | 12 | 8  | 2 | 2  | 44 | 6  | +38 | 26  |
| Népal      | 14 | 3  | 4 | 7  | 28 | 33 | -5  | 13  |
| Bhoutan    | 14 | 1  | 3 | 10 | 11 | 52 | -42 | '6  |
| Sri Lanka  | 2  | 0  | 0 | 2  | 0  | 18 | -18 | 0   |
| Pakistan   | 2  | 0  | 0 | 2  | 0  | 18 | -18 | 0   |
| Maldives   | 0  | 0  | 0 | 0  | 0  | 0  | 0   | 0   |